# Lijst van beschermd erfgoed in Les Bons Villers
Onderstaande tabel geeft een overzicht van de beschermde erfgoederen in de gemeente Les Bons Villers. Het beschermd erfgoed maakt onderdeel uit van het cultureel erfgoed in België.
| Object | Bouwjaar/architect | Deelgemeente | Adres                                       | Coördinaten                   | Nummer?                | Afbeelding               |
| --- | ------------------ | ------------ | ------------------------------------------- | ----------------------------- | ---------------------- | ------------------------ |
| Domein van Hutte op het territorium van Bons Villers                                                                               |                    |              |                                             | 50° 32' 6" NB, 4° 28' 51" OL  | 52075-CLT-0001-01 Info |                          |
| Kapel Notre-Dame du Roux |                    |              | ruelle aux Loups                            | 50° 32' 24" NB, 4° 26' 51" OL | 52075-CLT-0002-01 Info | Kapel Notre-Dame du Roux |
| Kerk Saint-Martin |                    |              |                                             | 50° 30' 16" NB, 4° 28' 34" OL | 52075-CLT-0003-01 Info |                          |
| "Chambre échevinale", wethouderskamer                                                                                              |                    |              | rue de la Sainte, n°5 (M) et alentours (S). | 50° 31' 60" NB, 4° 26' 56" OL | 52075-CLT-0005-01 Info |                          |
| Haag hoge gelegen op een plaats genaamd "La Mée" langs de                                                                          |                    |              |                                             | 50° 31' 29" NB, 4° 27' 54" OL | 52075-CLT-0007-01 Info |                          |
| Dak, gevels, trap en twee intramurale toiletten van de middeleeuwse donjon, uitgezonderd bijgebouwen. Instelling beschermingszone. |                    |              | rue A. Helsen 69 bis                        | 50° 30' 11" NB, 4° 28' 22" OL | 52075-CLT-0008-01 Info |                          |
| Sites genaamd de "Eauguernées" en de "Bons Villers"                                                                                |                    |              | Villers Perwin                              | 50° 30' 28" NB, 4° 26' 25" OL | 52075-CLT-0009-01 Info |                          |
| De archeologische site van Liberchies                                                                                              |                    |              |                                             | 50° 30' 28" NB, 4° 26' 25" OL | 52075-PEX-0001-01 Info |                          |